# Tapet
Tapet oder Tapis ist ein Ausdruck für den früher üblichen Stoffbezug eines Konferenztisches.
Meist wird das Wort in der Redewendung „etwas aufs Tapet bringen“ benutzt, welche „etwas ansprechen“, „etwas zum Thema machen“ oder „etwas zur Diskussion stellen“ bedeutet.
Es stammt aus dem Französischen: mettre une affaire sur le tapis. Tapis bzw. Tapet ist mit den deutschen Wörtern Tapete und Tapisserie verwandt. Johann Georg Krünitz’ Oeconomische Encyclopädie erwähnt das im Hochdeutschen veraltete, aus dem Lateinischen stammende Tapet für einen Teppich oder eine gewirkte Tischdecke. Dieses Wort habe sich nur in der Redewendung „etwas aufs Tapet bringen“ erhalten und rühre von dem auf dem Tische einer Ratsversammlung liegenden Teppich her. Die Redewendung ist seit 1697 in Deutschland belegt.
Statt der Wendung „etwas aufs Tapet bringen“ wird fälschlicherweise oft auch „etwas aufs Tablett bringen“ oder „etwas aufs Trapez bringen“ benutzt.